# Рухомий вперед ствол

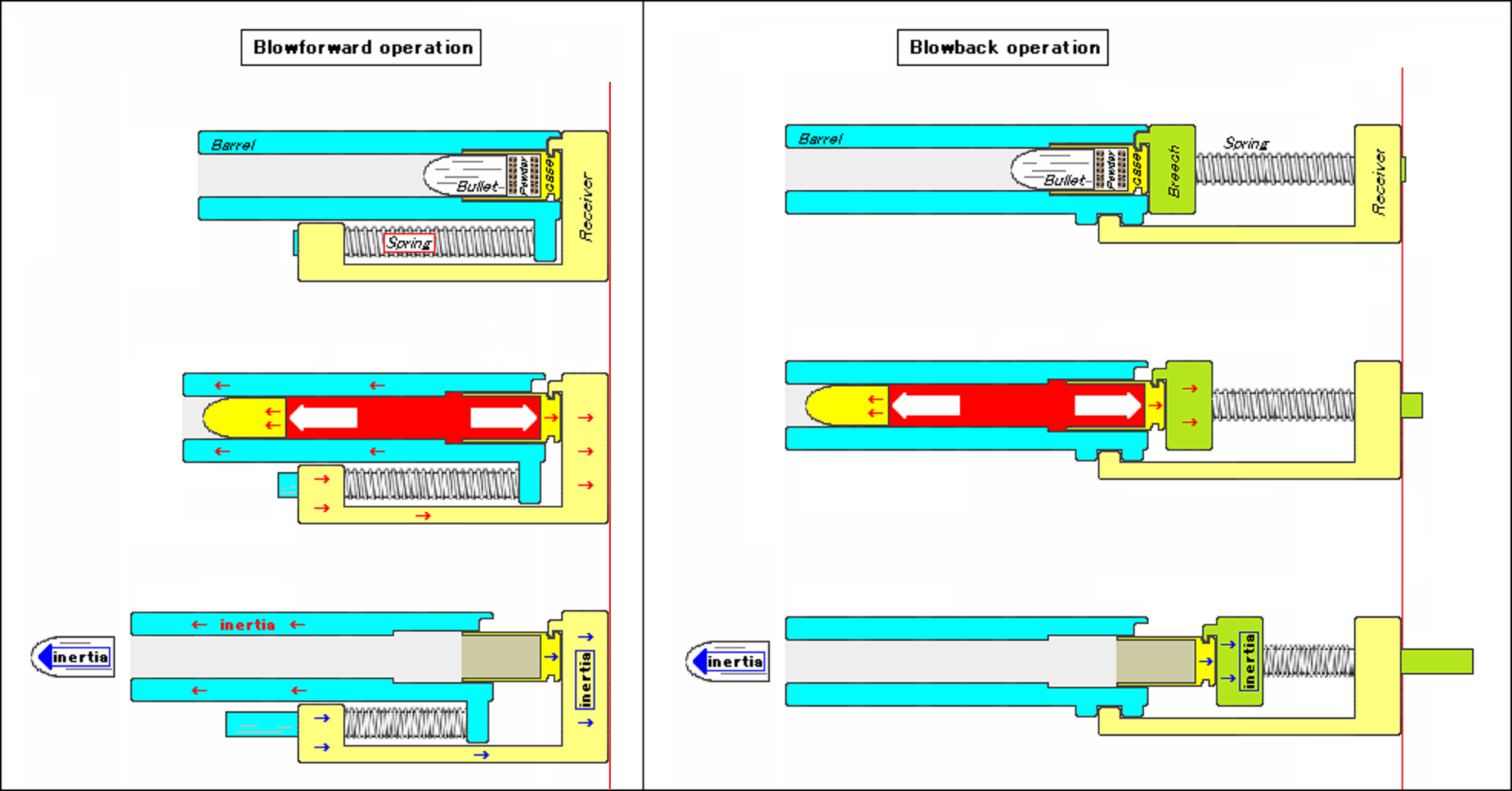

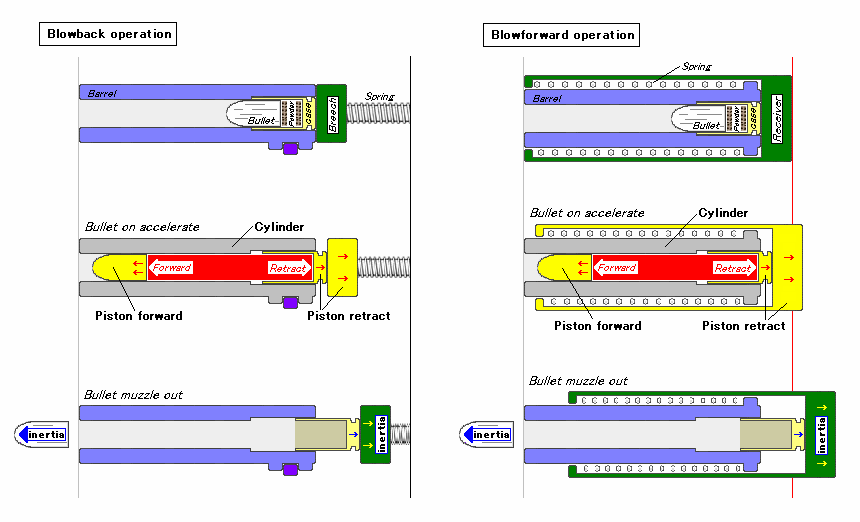
Різниця між рухомим вперед стволом і вільним затвором.

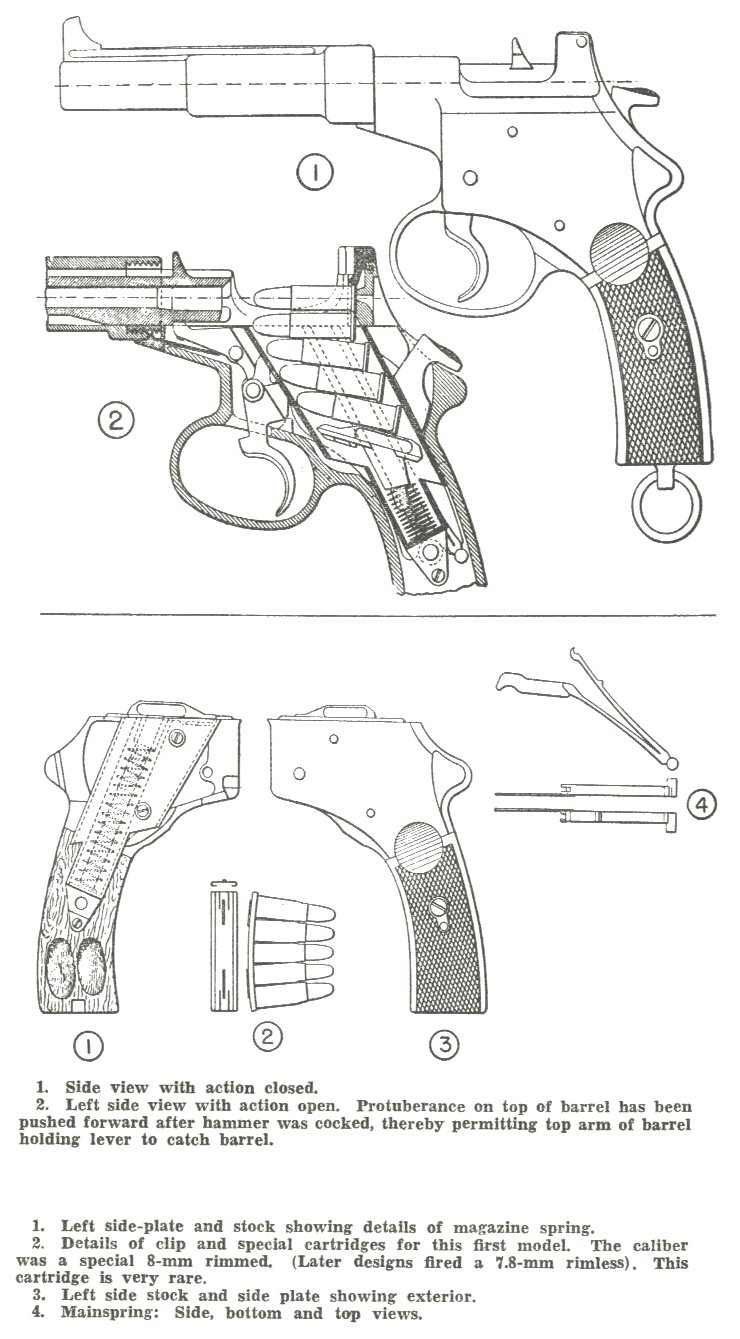

Рухомий вперед ствол різновид роботи автоматики ручної зброї де рух та тиск куля, яка пересувається стволом, рухають ствол вперед.

## Опис
Для правильної роботи цей механізм потребує частину віддачі після пострілу.  Через зменшену вагу частин які рухаються вперед (куля і порохові гази) разом з ростом ваги частин які рухаються вперед (ствол), енергія віддачі стає значно більшою ніж робочі механізми.  Єдиними рухомими частинами є ствол і пружина. Роботу автоматики можна описати наступним чином - це віддача і рух ствола вперед.
Зброя з такою дією автоматики унікальна і цікава, механізми вироблялися на перших етапах створення самозарядної зброї, коли зброярі експериментували з різними типа роботи автоматики. Вільні затвори і операції з короткою віддачею виявилися дешевші, більш ефективні і більш прості, тому зброю зі стволом який рухається вперед не виробляли багато десятеліть.

## Приклади
Першою подібною зброєю є пістолет Mannlicher M1894. Також подібний принцип автоматики було використано у іншій зброї, наприклад:
- Автомат Нестерова
- Schwarzlose Model 1908
- Пістолет Hino Komuro M1908
- SIG AK53 battle rifle
- Автоматичний дробовик Pancor Jackhammer
- Mk 20 Mod 0 40 мм автоматичний гранатомет.

## See also
- Вільний затвор
- Віддача